# Якобсон, Маарья
Ма́арья Я́кобсон (эст. Maarja Jakobson; род. 8 декабря 1977, Тарту, Эстонская ССР, СССР) — эстонская актриса

 театра и кино. Член Европейской киноакадемии.

## Биография
Маарья Якобсон родилась в Тарту 8 декабря 1977 года. Является дальней родственницей писателя Карла Роберта Якобсона. Окончила Тартускую 15-ю  среднюю школу. В течение года училась в Тартуском университете. 
В 2000 году окончила отделение исполнительских искусств Эстонской академии музыки (19-й выпуск). В 2000—2001 годах повышала квалификацию в Берлинском университете искусств. 
В 2001—2004 годах была штатным актёром пярнуского театра «Эндла», затем стала свободным художником. Играла в постановках тартуского театра «Ванемуйне» и Тартуского Нового театра.
С 2001 года — член Театрального Союза Эстонии и член Союза актёров Эстонии. С 2006 года — член Европейской киноакадемии.
Участвовала в программе «Восходящие звезды Европы» на Берлинском кинофестивале 2006 года и получила премию «Восходящая звезда».
8 декабря 2007 года получила премию таллинского кинофестиваля «Тёмные ночи» как лучшая актриса за роль в фильме «Осенний бал».

## Роли в театре
- 2001 — «Весы радости» по Фридеберту Тугласу — Мийли и Марион
- 2002 — «Золушка» — Золушка
- 2003 — «Экке Моор» по роману Аугуста Гайлита — Энекен Юуве
- 2003 — «Сверчок за очагом»  Чарльза Диккенса — Берта
- 2005 — «Демон» А. Г. Рубинштейна — гонец (театр «Эндла» совместно с Оркестром XXI Века)
- 2006 — «Европираты» — капитан Уэнздей (Театр фон Краля совместно с группой Showcase Beat Le Mot)
- 2006 — «Всё в саду» Эдварда Олби — Дженни (театр «Ванемуйне»)
- 2006 — «Спасибо, что пришли!» — Эло Туглас (театр «Вариус»)
- 2007 — «Ромео и Сигне»  — рассказчица (Летний театр Эмайыги)
- 2008 — «Оглянись во гневе» Джона Осборна — Элисон Портер (Раквереский театр)
- 2008 — «Я люблю немца» — Эрика (Городской театр Курессааре)
- 2010 — «Сипсик» — Ану (театр «Teatri Kodu»)
- 2012 — «Битлы из Ванемуйне» — женщина (Тартуский Новый театр)
- 2012 — «Женщины правят миром, или Opus Geographicum» — женщина, топящая баню (Тартуский Новый театр совместно с Эстонским национальным музеем)
- 2014 — «Со спинным хребтом» — художница (Тартуский Новый театр)
- 2015 — «Одиссея» — Пенелопа (Тартуский Новый театр)
- 2016 — «Власть» — разные роли  (Тартуский Новый театр совместно с Эстонским национальным музеем)
- 2017 — «Практическая история Эстонии» — разные роли (Тартуский Новый театр)
- 2018 — «ББ появляется ночью» — актриса; Хелла, хозяйка мызы; сестра (Тартуский Новый театр совместно с Театром фон Краля, из театральной серии «История столетия» к 100-летию Эстонской республики)
- 2018 — «По стопам Эммануэль» — Эммануэль (Тартуский Новый театр)

## Роли в кино
- 1999 — Кошка падает на лапы (эст. Kass kukkub käppadele) — эпизод «Упражнения для Флориана»
- 2005 — Стильная вечеринка (эст. Stiilipidu) — Элис (Alice)
- 2005 — Достаточно! (эст. Kõrini!) — Стелла (Stella)
- 2006 — Пустой пляж (эст. Tühirand) — Хелина (Helina)
- 2007 — Осенний бал (эст. Sügisball), Лаура (Laura), мать-одиночка
- 2010 — Песня неба (эст. Taevalaul) — кандидатка в почтальоны
- 2012 — Крысиный король (англ. Rat King) — учительница немецкого языка
- 2013 — Дети-детективы и секрет Белой дамы (эст. Väikelinna detektiivid ja Valge Daami saladus) — Ловийз Майдла (Loviis Maidla)
- 2013 — Преступление (эст. Üleastumine) — Марика (Marika)
- 2013 — Всё начинается снова (эст. Hakkab jälle pihta, сериал) — женщина в лагере литераторов
- 2014 — Вишнёвый табак (эст. Kirsitubakas) — Кармен (Karmen), жена Йоозепа
- 2014 — Дети-детективы (Детективы маленького городка) (эст. Väikelinna detektiivid) — Ловийз Майдла (Loviis Maidla)
- 2015 — Виновник (эст. Süüdlane) — мать
- 2016 — Встреча одноклассников (эст. Klassikokkutulek) — Юта (Juta)
- 2016 — Встреча одноклассников-2. Свадьбы и похороны (эст. Klassikokkutulek-2. Pulmad ja matused) — Юта (Juta)
- 2017 — Три дня в августе (эст. Kolm päeva augustis) — мать
- 2017 — Кукольный домик (эст. Nukumaja, сериал) — Анетте (Anette)
- 2018 — Товарищ ребёнок (эст. Seltsimees laps) — тётя Лилия (Liilia)
- 2018 — Михкель (эст. Mihkel) — мама Михкеля
- 2018 — Почему бы и нет? (эст. Miks mitte?, сериал) — Моника (Monika)
- 2019 — Встреча одноклассников-3. Крёстные отцы (эст. Klassikokkutulek-3. Ristiisad) — Юта (Juta)
- 2021 — Вина (эст. Süü, сериал) — Лийвия Курм (Liivia Kurm)
- 2023 — Май в Эдеме (эст. Mai Eedenis) — мать
- 2024 — Вечное лето (эст. Igavene suvi) — врач
- 2024 — 8 лиц озера Бива (эст. Biwa järve 8 nägu) — Кроличий Глаз (Jänesesilm)
- 1993—2025 — Ынне 13 (эст. Õnne 13, сериал) — Яне Петерсон (Jane Peterson)

## Режиссёр-постановщик
- 2016 — «Невеста или тигр?» Фрэнка Ричарда Стоктона (Тартуский Новый театр)[5].

## Семья
Муж — Пауль Лехто, предприниматель (Paul Lehto). У супругов четверо детей: сыновья Йоханнес (Johannes) и Лукас (Lukas) и дочери Линда (Linda) и Хельми (Helmi).